# Bourke-White (cràter)
Bourke-White és un cràter d'impacte en el planeta Venus de 33,6 km de diàmetre. Porta el nom de Margaret Bourke-White (1905-1971), fotògrafa estatunidenca, i el seu nom va ser aprovat per la Unió Astronòmica Internacional el 1991.